# ムハンマド・シャー (ムガル皇帝)
ムハンマド・シャー（ウルドゥー語: محمد شاہ, Muhammad Shah, 1702年8月17日 - 1748年4月26日）は、北インド、ムガル帝国の第12代君主（在位：1719年 - 1748年）。ムハンマド・シャー・ランギーラー（Muhammad Shah Rangeela）の名でも知られる。父は第7代君主バハードゥル・シャー1世の皇子ジャハーン・シャー。母はクードシヤ・ベーグム。
1719年、ムハンマド・シャーは、前の兄弟ラフィー・ウッダラジャートとラフィー・ウッダウラに続き、帝国の実権を握っていたサイイド兄弟の信任を得て即位した。しかし、その治世はまさに前途多難の日々であった。
彼はサイイド兄弟を倒し帝国に一応の安定を取り戻したものの、すぐさま堕落してしまい、その後はずっと宮廷内外の混乱に頭を悩ませられた。宰相・諸州の太守が独立し、マラーターが勢いを伸ばしたのもまた彼の治世であった。
さらには、1739年にアフシャール朝のナーディル・シャーにデリーを略奪・破壊され、壊滅的な打撃を被り、皇帝権は地に落とされた。ナーディル・シャーの死後、その指揮官だったアフマド・シャー・ドゥッラーニーもまたアフガニスタンからインドに攻撃をかけ、そのさなか1748年にムハンマド・シャーは死亡した。

## 生涯

### 即位以前と即位

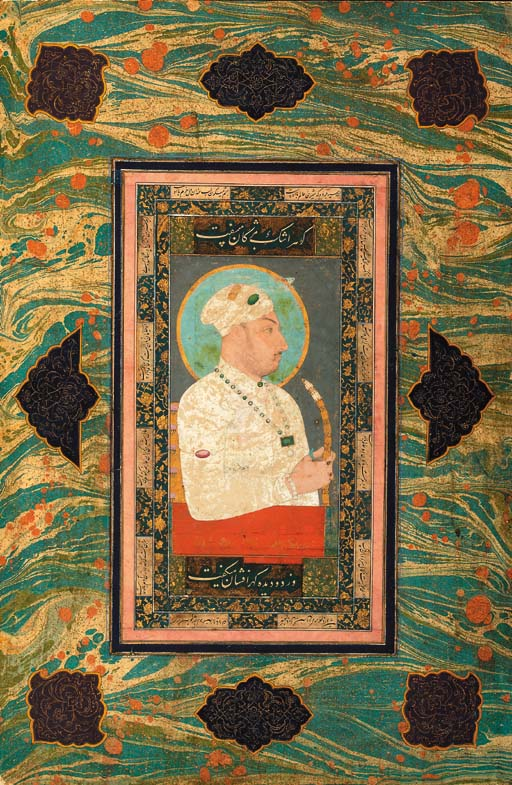
ムハンマド・シャー

1702年8月17日、ムハンマド・シャーは、バハードゥル・シャー1世の四男ジャハーン・シャーの次男として、ガズニーで生まれた。即位前の名をラウシャン・アフタールといった。
ムハンマド・シャーの父と兄ファルフンダ・アフタールは、 1712年2月に皇帝バハードゥル・シャー1世が死んだことで皇位継承戦争に参加していたが、3月にジャハーンダール・シャーに殺された。
とはいえ、ムハンマド・シャーは処刑されることはなく、母クードシヤ・ベーグムとともにデリーに幽閉されることで許された。
そうしたなか、1719年9月19日に皇帝ラフィー・ウッダウラがサイイド兄弟に殺害され、同月29日に新たな皇帝にラウシャン・アフタールを即位させた。その治世の始まりは、公的にはファッルフシヤルの廃位された日となっている。また、彼は即位にあたり、「ムハンマド・シャー」を名乗った。

### サイイド兄弟の討伐

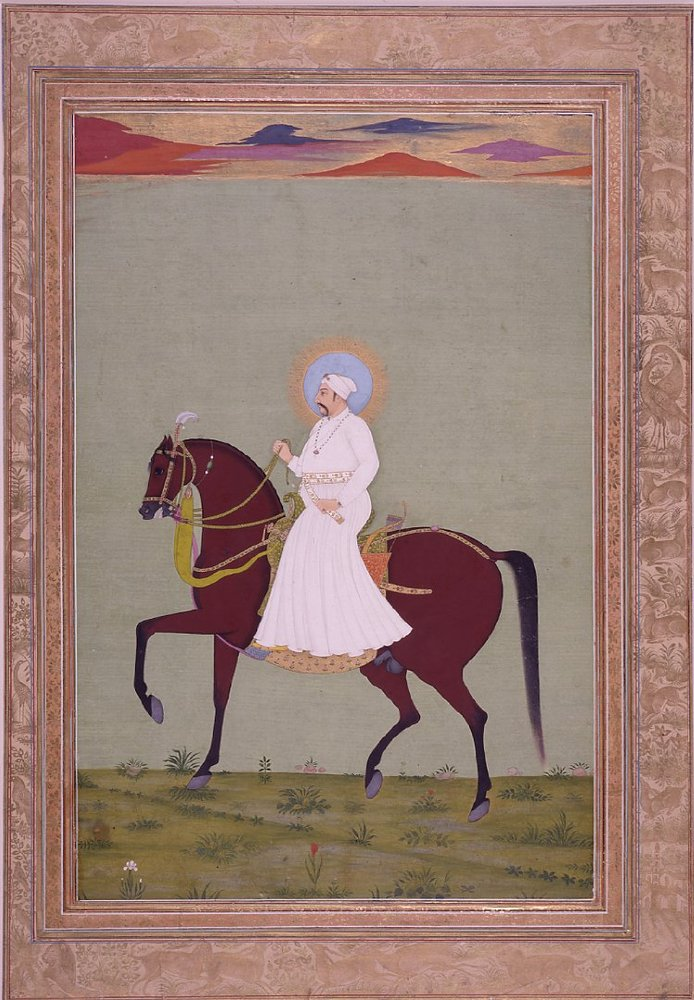
ムハンマド・シャー

ムハンマド・シャーはサイイド兄弟の信任で皇帝の位を手にしたものの、それは初めは従兄弟ファッルフシヤル以来、皇帝がサイイド兄弟の信任を得て即位しては彼らによって廃位・暗殺されるという状況の末に至ったものであった。そのため、彼が即位した西暦1719年のうちに彼を含め4人の皇帝が次々と交代する、いわゆる古代ローマの軍人皇帝時代の如き混乱状態に帝国は陥っていた。
サイイド家の傀儡であったムハンマド・シャーは自分もファッルフシヤルやラフィー・ウッダラジャート、ラフィー・ウッダウラのように、サイイド兄弟に殺されるのではないかと恐れるようになった。彼はサイイド兄弟に不満や恐れを持っていたトルコ系やイラン系の貴族たちと組み、彼ら二人を抹殺することに決めた。
トルコ系やイラン系の貴族たちは、軍務大臣フサイン・アリー・ハーンがいるファテープル・シークリーに刺客を送り、1720年10月9日にその暗殺に成功した。これが彼の治世における最初の出来事であった。フサイン・アリー・ハーンの軍は主人が暗殺されたことにより、ムハンマド・シャーに帰属した。
アブドゥッラー・ハーンは弟の死を知り、ムハンマド・シャーに対抗するため、同月17日に傀儡皇帝としてイブラーヒームを擁立し、軍を集めた。その後、ムハンマド・シャーも軍を率いて、宰相であり財務大臣アブドゥッラー・ハーンの討伐のため進軍し、 11月15日にアーグラ付近ハサンプルで交戦した（ハサンプルの戦い）。
だが、アブドゥッラー・ハーンも負ければ殺されるとわかっており必死であった。戦いは昼に始まり夕方になっても決着がつかずに夜通し続けられ、翌16日の昼に決着が着いた。
ムハンマド・シャーの軍は激戦の末に勝ち、アブドゥッラー・ハーンを捕え、サイイド兄弟の横暴はここに終わりを告げた。その後、ムハンマド・シャーの命により、1722年10月12日にサイイド・アブドゥッラー・ハーンは毒殺された。

### ムハンマド・シャーの堕落

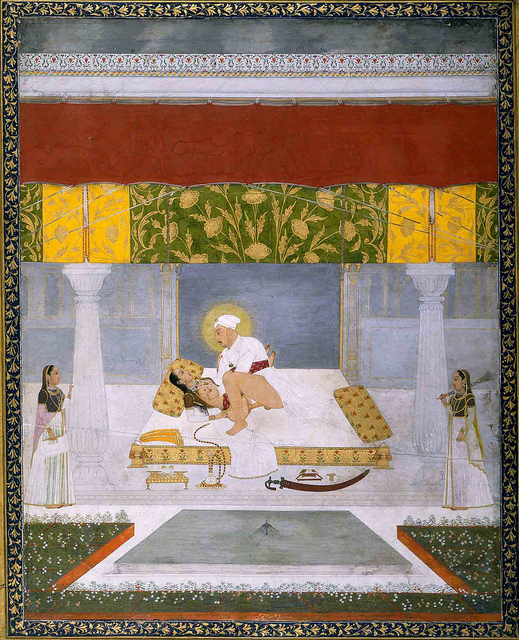
堕落したムハンマド・シャー

いずれにせよ、サイイド兄弟により一年のうちにムガル帝国の皇帝が三度も代えられて、三人の皇帝が殺されたことは、帝権の衰退をあらわしていた。そのサイイド兄弟の横暴も終わり、安定期に入った帝国は新たな方向へ向かうと思われた。
だが、実権を握ったムハンマド・シャーはサイイド兄弟を討つや、すぐに宰相や大臣らに帝国の運営を委ねた。彼は気晴らしに動物を戦わせたり、後宮で快楽にふけるようになった。
1722年2月、「ニザームル・ムルク」の称号をもつトルコ貴族カマルッディーン・ハーンが宰相に任命された。彼はムハンマド・シャーのサイイド兄弟の打倒に全身全霊で尽くし、宰相として様々な行政改革を行おうとしたが、ムハンマド・シャーの干渉ですべて徒労に終わった。
さすがに、かつてムハンマド・シャーに味方した者たちの多くが、これらに失望させられ、内憂外患の帝国に未来が見いだせず、衰退する帝国から独立を考えるようになった。

### 地方の実質的独立

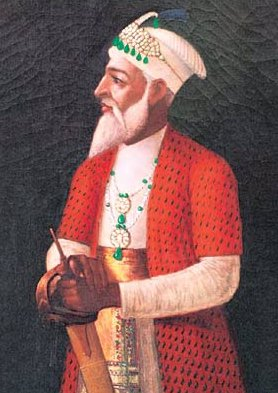
カマルッディーン・ハーン

こうして、1720年代にムガル帝国では、ハイダラーバードやアワド、ベンガルの諸州が帝国を見限り、独立を宣言することとなる。
1723年10月、宰相カマルッディーン・ハーンがその職を辞して、デカンのハイダラーバードに下降して実質的に独立し、翌1724年にニザーム王国を樹立した。ムガル帝国はこの行動に対して軍を派遣したが、シャカル・ケーダーの戦いで打ち破られたため、この独立を認めなければならず、ムハンマド・シャーはデカン総督の位と「アーサフ・ジャー」の称号を与えて独立を認めた。この宰相の独立をある歴史家はこう記している。
| 「 | 「彼の出立は、帝国からの忠誠と美徳の遁走を象徴した」 | 」 |

同年には、アワド太守サアーダト・アリー・ハーンもファイザーバードを拠点に、アワド地方で実質的に独立した。彼はムガル帝国に仕えたイラン系貴族の一人で、「ブルハーヌル・ムルク」の称号を持ち、1722年にアワド太守に任命された人物だった。
ベンガル地方では、ベンガル太守ムルシド・クリー・ハーンの統治のもと半独立的立場が保たれていたが、税収を中央政府に律儀に払っていた。だが、1727年にムルシド・クリー・ハーンが死ぬと、新太守シュジャー・ハーン彼は帝国に対して税の納入を拒否し、半独立的立場だったベンガルも実質的に帝国の支配から独立した。
これらの地方の実質的独立にムガル帝国はなす術が無く、ムガル帝国から次々と重要な州が離れたことで帝国の領土と歳入は大きく削減され、事実上ムガル帝国の解体を意味した。これにより、帝国は各地の独立政権が名目上の皇帝として仰ぐ単なる名目的主権国家となった。

### マラーター王国の台頭

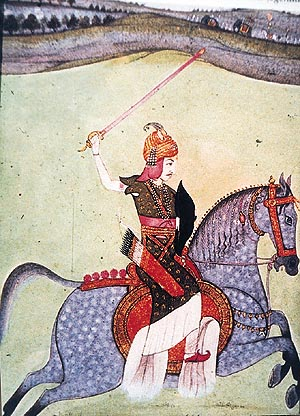
バージー・ラーオ

そして、これらの地方の独立はマラーター王国の更なる増長とその版図拡大を招く結果となり、強力な指導者が現れたことで最盛期を迎えることとなった。皇帝ムハンマド・シャーがサイイド家の横暴を終わらせた年、マラーター王国でもある転機がおとずれた。
1720年4月12日、マラーター王国の宰相バーラージー・ヴィシュヴァナートが死亡し、息子バージー・ラーオが20歳で新たな宰相に就任した。
宰相就任後、バージー・ラーオはすぐにニザーム王国との戦争を開始し、その後北に転戦してムガル帝国と戦った。マラーター軍は彼自身によって率いられており、士気はとても高く、各地でムガル帝国軍を打ち破った。
バージー・ラーオはマールワーやグジャラート、ハーンデーシュを支配下に置き、1730年後半までマラーター王国の版図を帝国と呼べる広大なものとした。また、彼は随行した武将であるマラーター諸侯（サルダール）に征服地を領有させ、諸侯が王国宰相に忠誠と貢納を誓い、宰相がその領土の権益を認める形をとった（マラーター同盟）。
そして、1737年3月にマラーター王国軍はムガル帝国の首都デリーを攻撃した（デリーの戦い）。帝都デリーは陥落を免れたものの、マラーター軍にデリー近郊を略奪され、帝国の北インドにおける支配がマラーターに移ったことを示す出来事だった。
こうして、アウラングゼーブがデカン戦争で獲得したデカンの支配権はその死後30年でマラーターに取って代わられ、過去の皇帝たちが獲得した領土までマラーターに奪われてしまった。事実上、インドの支配権はムガル帝国からマラーター同盟に移り、ムガル帝国に取って代わる強大な国家となり、マラーター同盟のインドの3分の2近くを支配する広大な領土は、「マラーター帝国」とも呼ばれた。

### イランの強国化

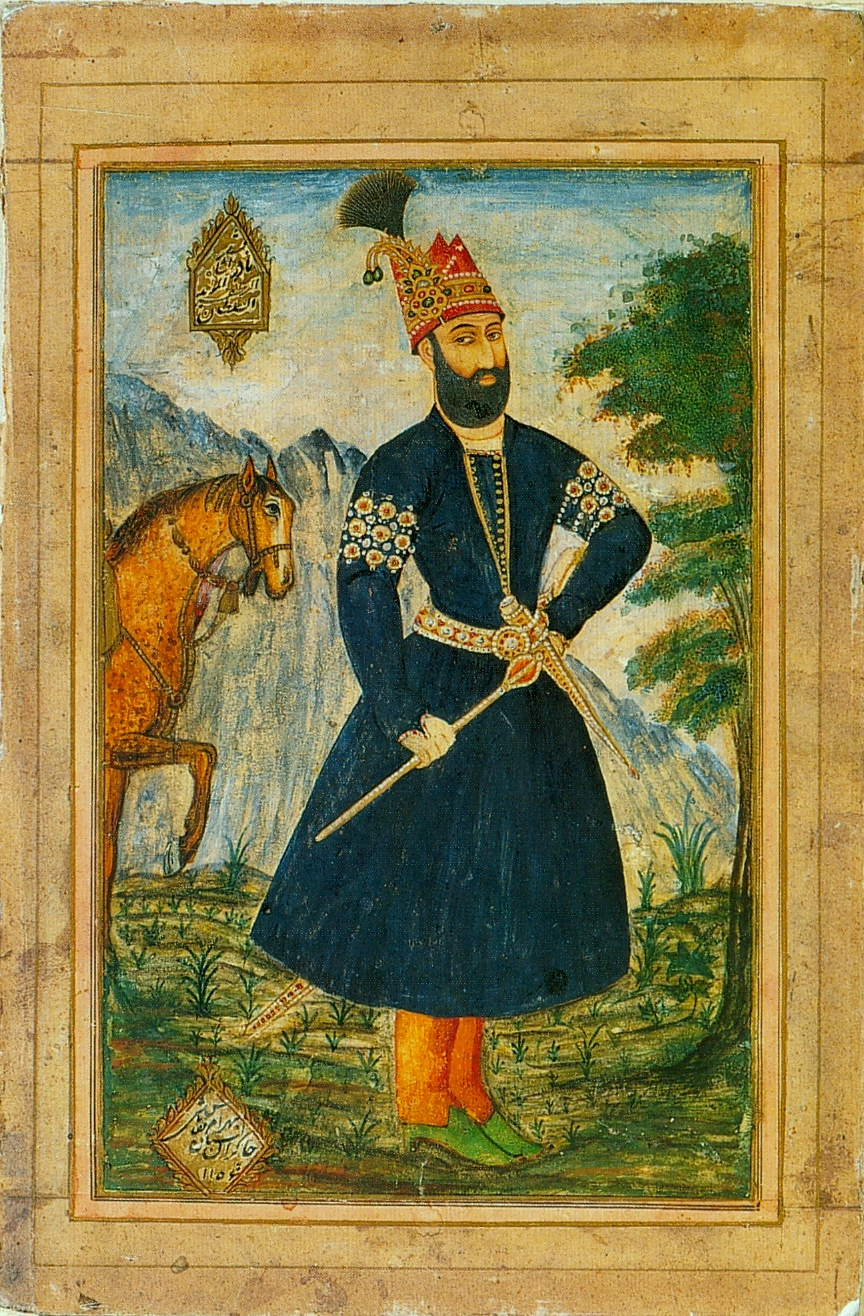
ナーディル・シャー

18世紀初頭にムガル帝国が衰退に入ったとき、イランを支配していたサファヴィー朝は、それより前の17世紀のアッバース1世の死後から衰退に入っていた。
アッバース1世の死後、サファヴィー朝では無能な王が続き、宮廷の内部争いなどで王国は乱れ、アゼルバイジャンとバグダード、タブリーズを含む南イラクはオスマン帝国に奪い返された。さらに、17世紀末、サファヴィー朝支配下のアフガニスタンではアフガン系民族の反乱が起こり、アフガン系ギルザイ族の反乱は深刻で、1722年には王朝の首都イスファハーンが占領された。
そのころ、1720年代からトルコ系アフシャール族のナーディル・ハーン（ナーディル・クリー・ベグ）という人物が頭角をあらわした。この人物は盗賊の首領であったが、サファヴィー朝の混乱に乗じ各地を制圧して力をつけ、カズヴィーンへ亡命していたサファヴィー朝の王タフマースプ2世と組み、1729年にイスファハーンを奪還した。
その後、1730年までにナーディル・ハーンはイランからギルザイ族を駆逐してアフガニスタン方面へと追いやった。ムガル帝国のムハンマド・シャーに対しては、ギルザイ族がイランに侵入せぬようにアフガニスタンを統治することを要請しているが、衰退している帝国にそのような力はなかった。
1732年、サファヴィー朝がオスマン帝国に敗北してタフマースプ2世が屈辱的な条件の講和を結ぶと、ナーディル・ハーンはタフマースプ2世を捕えて廃位した。彼はその息子アッバース3世を新たな王に即位させ、その摂政となりサファヴィー朝を支配した。
その後、ナーディル・ハーンはトルコやロシアと戦い、軍事的天才である彼は周辺諸国より優位に立ち、サファヴィー朝末期にイランの国力は急速に上がった。そして、1736年にナーディル・ハーンはアッバース3世から王位を簒奪してサファヴィー朝を廃し、「シャー」を名乗りナーディル・シャーとなり、新たにアフシャール朝を創始した。
18世紀にインドのムガル帝国が衰退していたのに対し、イランのほうでは勢力が回復しているのを見ると、両国は実に対照的であるといえる。

### ナーディル・シャーのデリー占領と略奪・破壊

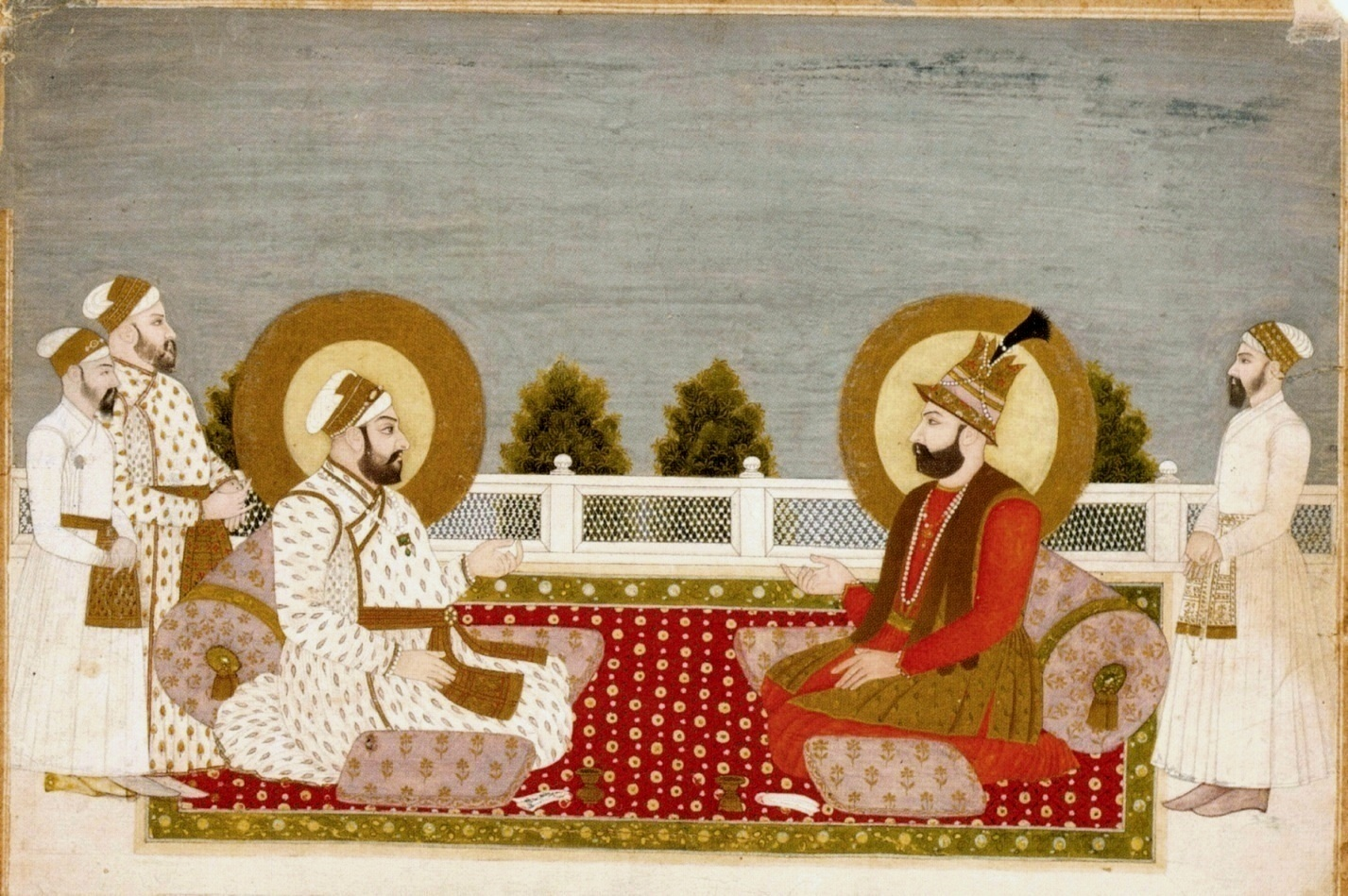
ナーディル・シャーと交渉するムハンマド・シャー（左）

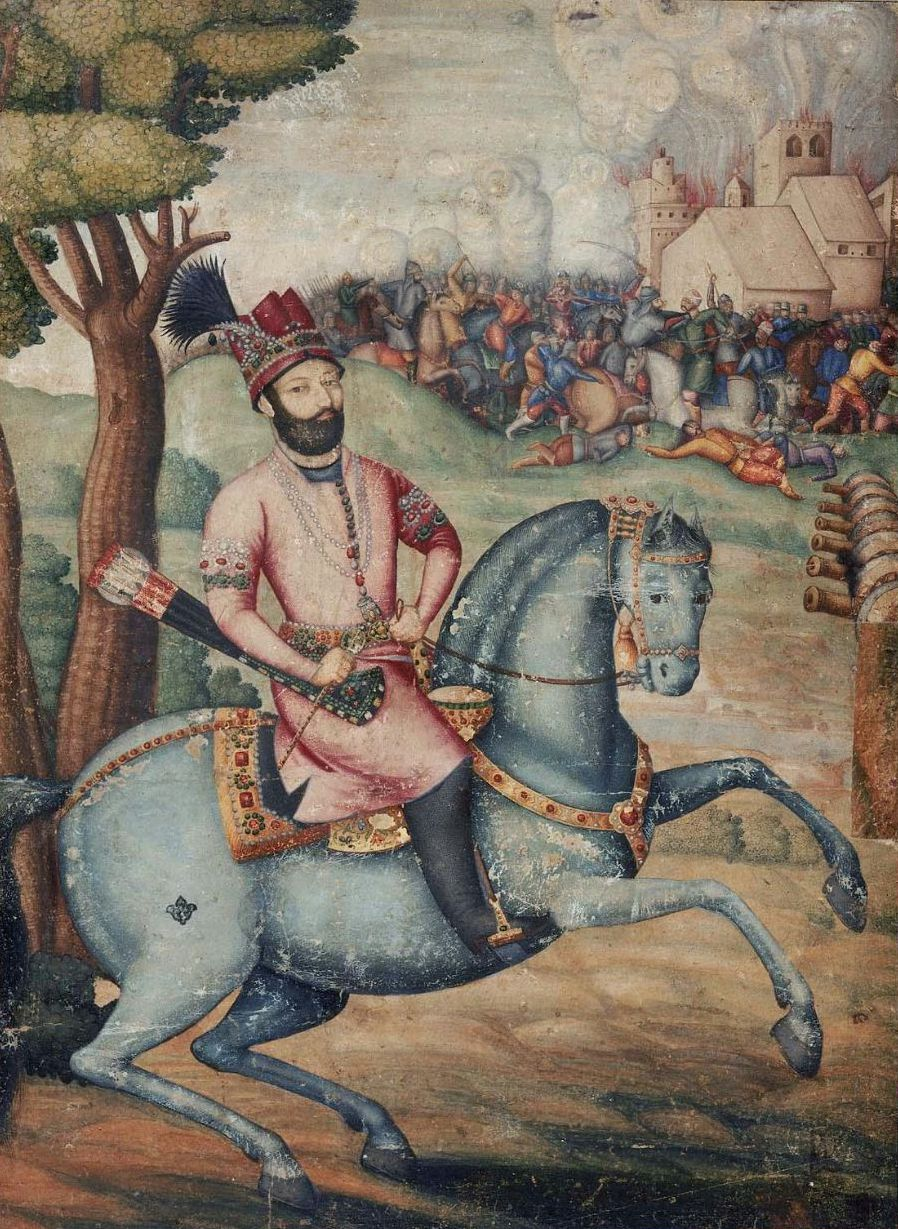
デリーを略奪・破壊するナーディル・シャー

その後、ナーディル・シャーはムガル帝国の富を求めて、1737年にアフガニスタンへと侵攻した。インドとの中継地アフガニスタンにおいては、サファヴィー朝の衰退で1720年代にアフガン系ギルザイ族が支配するなど、イランもアフガニスタンの支配権を失っていた。
同年にナーディル・シャーはカンダハールをギルザイ族から奪還しのち、翌1738年にはムガル帝国がアフガン人の統治を失敗したことを口実に帝国領へ侵攻した。彼はアフガニスタンの主要都市カーブルを占領し、アフガニスタン全域を支配下に置いた。
同年末、イラン軍は北西インドにまで侵入し、帝国はラホールが占領されたときになって、ようやく大急ぎで防衛準備を始めた。だが、派閥争いをしていた貴族らは派閥争いをやめず、防衛の指揮系統や防衛方法すら合意に至らずにあいまいなまま、ムハンマド・シャーを連れて戦場に赴いた。彼らは相互に猜疑心と嫉妬心に駆られていた。
1739年2月24日、デリーから110キロの地点カルナールで、ムガル帝国の大軍はイラン軍に打ち破られ、帝国軍は主だった指揮官をはじめ、数万人の犠牲を払う大痛手を被った（カルナールの戦い）。そのため、ムハンマド・シャーはナーディル・シャーと講和を結ぶことにし、自らその交渉にあたった。
こうして、同年3月20日、ナーディル・シャーは軍とともにデリーへ入城し、デリーを占領した。だが、これに不服だったデリーの住人はムハンマド・シャーの意に反して、21日にイラン軍に反撃に出始め、ナーディル・シャーは軍に市民を皆殺しにするよう命じた。
この虐殺による死者は30,000人にも及んだとされ、イラン軍による殺戮、略奪、放火はすさまじく、デリーは無法地帯と化した。帝室の財産があるデリー城にも略奪が及び、宝物庫からはコーヒ・ヌール、ダリヤーイェ・ヌールのダイヤモンドなど、多数の財宝を運び出され、シャー・ジャハーンの「孔雀の玉座」も持ち出されてしまった（のち孔雀の玉座はイランで解体された）。また、主だった貴族からは献納金を徴収し、虐殺から辛うじて生き延びた市中の人々にも身代金が課せられた。
ナーディル・シャーはこの略奪により、じつに総額7億ルピーに相当すると推定される戦利品を得たという。それは兵士に未払いの給料と6カ月分の給料に相当する特別手当の支払いを可能にし、イランにおいて3年間にわたる免税さえも可能にした。
その後、同年5月、ナーディル・シャーは皇帝ムハンマド・シャーにもはや戦意がないとわかると、彼はデリーから軍を撤退させることにし、その際にインダス川以西の帝国領を割譲させた。こうして、彼は途方もなく莫大な戦利品とともにイランへと帰還し、撤退後の首都デリーについてある文献はこう語る。
| 「 | 「長い間、通りには遺体が散乱していた。まるで、枯れた花や葉に覆われたように通庭園の小道のように。平原は辺り一面、火に焼きつくされた」 | 」 |

### 晩年と死

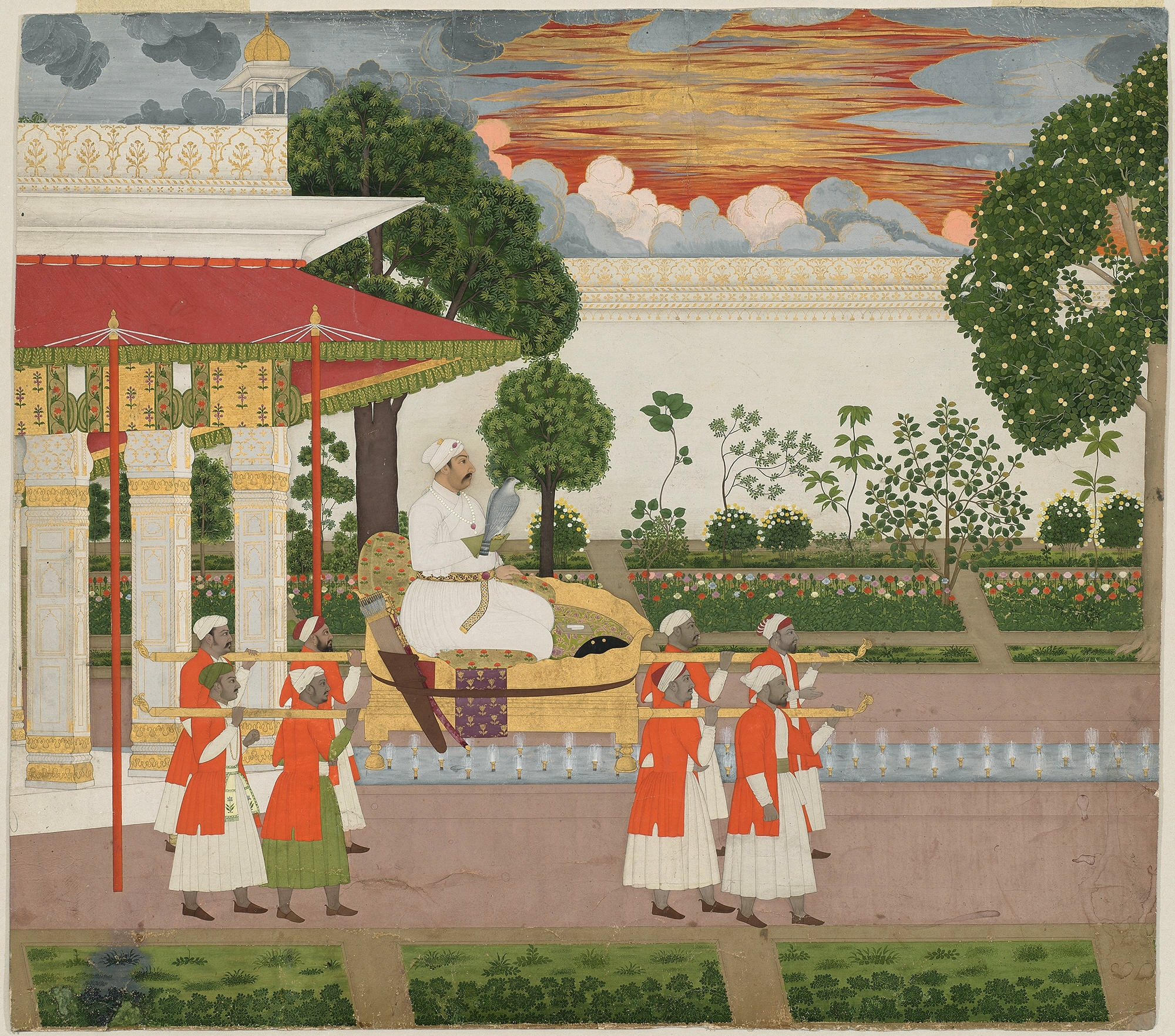
輿に乗るムハンマド・シャー

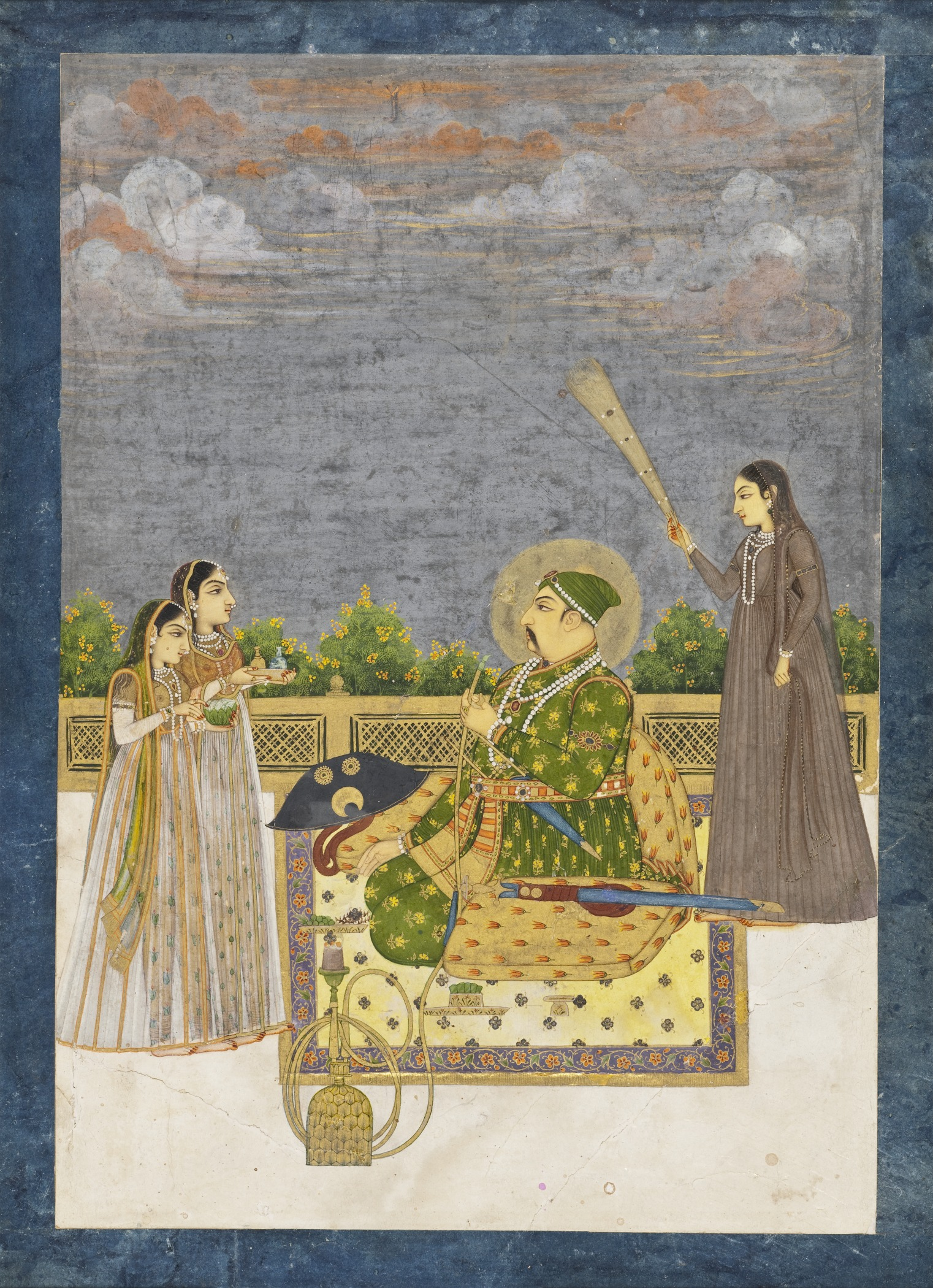
ムハンマド・シャー

ナーディル・シャーの侵略はムガル帝国の権威を完全に失墜させ、行政機構と財政を破壊し、中央機構から統制はもはや不可能となった。宮廷の貴族らは落ちぶれ、自分らの失った財産を取り戻すために、領地の農民らに高額の小作料をかけたため、国土の経済水準すら下がるありさまだった。また、彼らは豊かなジャーギールと高位の官職をめぐり、これまで以上に熾烈な争いを繰り広げた。
また、ナーディル・シャーによるこの決定的な一撃は帝国の弱体化をあらゆる勢力にさらけ出し、デリーへの侵入を許すことになった。それはマラーターや外国の交易会社などである。
1740年初頭、マラーター王国の宰相バージー・ラーオが再び軍を率いてデリーへ進軍したが、4月にその道中で死亡したため、帝都デリーは危機を免れた。しかし、その息子バーラージー・バージー・ラーオもまた有能であり、彼はアーグラにまで進み、1741年7月14日に皇帝ムハンマド・シャーにこの領有を認めさせた 
1747年6月にナーディル・シャーは暗殺され、そのイランとアフガニスタンにまたがる広大な領土は分裂状態に陥った。10月、アフガニスタンはドゥッラーニー朝を創始したアフマド・シャー・ドゥッラーニーの支配するところとなった。インダス川以西の地域を喪失したムガル帝国の北西方面における守りは薄くなっており、防衛の生命線はすでに失われていた。
1747年12月、アフマド・シャー・ドゥッラーニーは首都カンダハールを出発し、翌1748年初頭にはインド北西部へと侵入し、ラホールを奪った。ムガル帝国はこの危機に対し、アワド太守サフダル・ジャングの援軍を借りて、同年3月11日にデリー近郊マヌープルでアフガン軍に勝利を収めた（マヌープルの戦い）。
その後、アフマド・シャー・ドゥッラーニーのほうは首都カンダハールで反乱が起きたため、アフガニスタンに引き返さざるを得なくなった。しかし、その侵入は1760年まで
断続的に続き、その回数は10回余りに及んた。
1748年4月26日、皇帝ムハンマド・シャーはこうした情勢の中、帝都デリーで死亡した。このとき、ムハンマド・シャーの息子のアフマド・シャーは軍とともにアフガン軍を追撃中であり、彼がデリーに戻るまでその死を隠す必要があった。そのため、その遺体は王宮のテーブルクロスに包まれたのち、ヨーロッパ製の大時計の中に入れられ、その到着まで埋めてあったという。

## 人物・評価

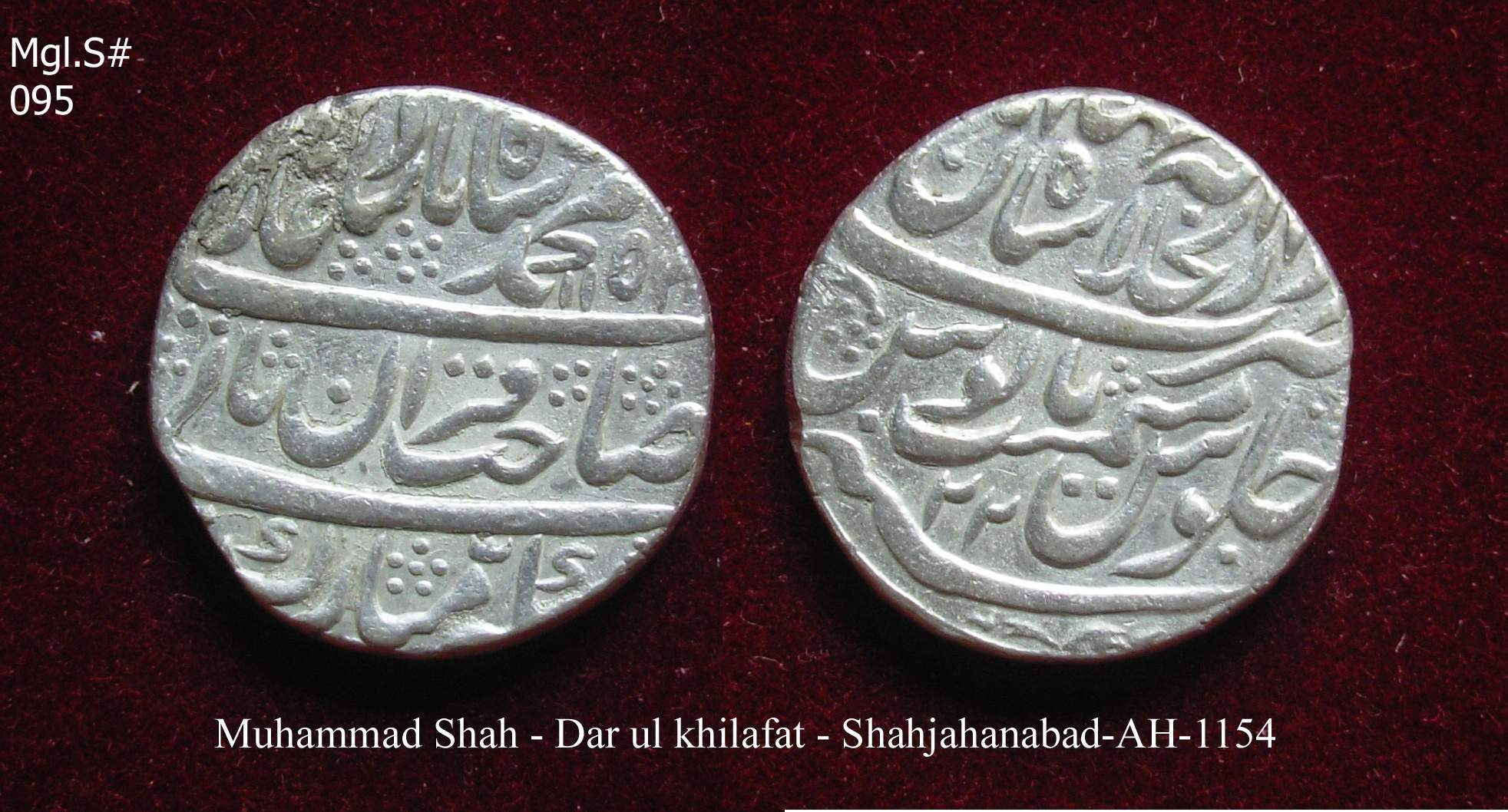
ムハンマド・シャーの治世の貨幣

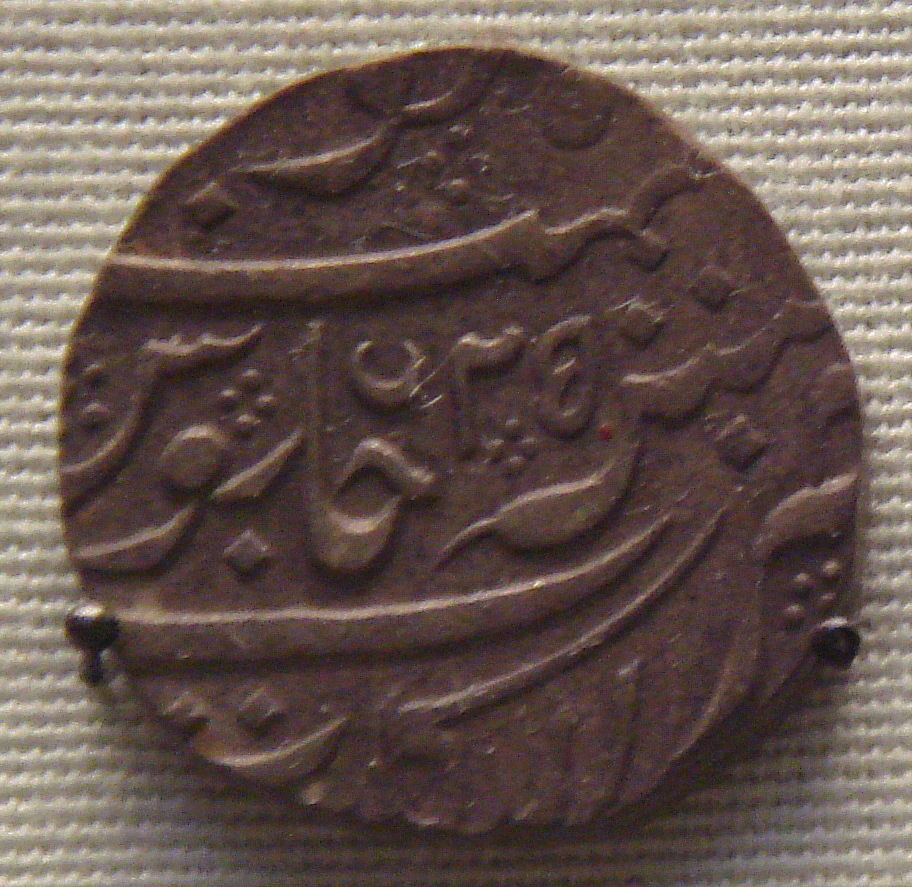
フランス東インド会社がムハンマド・シャーの名で鋳造した貨幣

ムハンマド・シャーは、知性にすぐれた母による養育を受け、行動力と決断力に優れた人物だった。歴史家ハーフィー・ハーンはムハンマド・シャーについて、「彼は美しい若者で、数々の資質を備え、知性も抜きん出ていた」と述べている。
ムハンマド・シャーは、宮廷を牛耳っていたサイイド兄弟の横暴を止めるべく、トルコ系及びイラン系貴族を結集し、その討伐に成功した点では評価できる。
だが、ムハンマド・シャーはサイイド家の討伐後、突如として堕落し、ひたすら快楽に走り続けたたことは、彼の評価を下げてしまっている。また、ナーディル・シャーの侵略時、貴族らをまとめることができず、結果的に軍を敗北に導いたところも同様である。
とはいえ、カルナールでの敗北後、ムハンマド・シャーはこれ以上犠牲を避けるため、自ら敵陣へと交渉にいった点では、正しい判断をしたと評価することもできるだろう。

## 家族

### 父母
- ジャハーン・シャー
- クードシヤ・ベーグム

### 后妃

#### 正室
- マリカ・ウッザマーニー・ベーグム（パードシャー・ベーグム）
- サーヒバ・マハル（マリカ・イ・ジャハーン・ベーグム）
- ウドハム・バーイー（クードシヤ・ベーグム）
- サフィーヤ・スルターン・ベーグム

計4人。

#### 側室
- ループ・バーイー
- ファトフプリー・バーイー
- ラウシャナーバーディー・マハル

計3人。

### 息子
- シャフリヤール・シャー
- アフマド・シャー
- タージュ・ムハンマド

計3人。

### 娘
- パードシャー・ベーグム
- ジャハーン・アフルーズ・バーヌー・ベーグム
- サーヒバ・ウッザマーニー・ハズラト・ベーグム（アフマド・シャー・ドゥッラーニーの妃）

計3人。